# Roubo de diamantes em Antuérpia
O assalto de diamantes de Antuérpia, apelidado de "assalto do século", foi o maior assalto de diamantes da história e um dos maiores roubos da história. Ladrões roubaram diamantes, ouro, prata e outros tipos de joias avaliados em mais de US$ 100 milhões. O crime ocorreu em Antuérpia, Bélgica, no fim de semana de 15 a 16 de fevereiro de 2003. Embora prisões tenham sido feitas e a pena cumprida, a maioria dos diamantes roubados permanece sem recuperação.

## Site
O cofre que abrigava os diamantes está situado dois andares abaixo do térreo. Era protegido por diversos mecanismos de segurança, incluindo uma fechadura com 100 milhões de combinações possíveis, detectores de calor infravermelho, um sensor sísmico, radar Doppler e um campo magnético. O próprio prédio contava com uma força de segurança privada e estava localizado no bairro dos diamantes de Antuérpia, fortemente vigiado e monitorado.

## Roubo
Leonardo Notarbartolo alugou um escritório no prédio do Centro de Diamantes de Antuérpia, na Schupstraat 11 de setembro, no bairro dos diamantes de Antuérpia. Este escritório lhe dava acesso a um cofre abaixo do prédio. Ele levou mais de dois anos para se preparar para o roubo.
Para burlar os sistemas de segurança do cofre, o grupo empregou uma série de técnicas sofisticadas. Notarbartolo realizou uma vigilância detalhada do Centro de Diamantes. Ele alegou que o grupo instalou uma pequena câmera acima da porta do cofre para monitorar os guardas e gravar a combinação do cofre, transmitindo as imagens para um dispositivo de armazenamento escondido em um extintor de incêndio.
Em algum momento, provavelmente antes do roubo, Notarbartolo visitou o cofre sob o pretexto de uma visita de rotina e borrifou spray de cabelo no sensor de movimento térmico para desativá-lo temporariamente. A fechadura magnética do cofre, que dependia de um campo magnético entre duas placas para disparar um alarme em caso de arrombamento, foi desbloqueada com a remoção cuidadosa da parte inferior dos parafusos que prendiam as placas enquanto o campo magnético estava inativo no início daquela semana e usando fita adesiva para mantê-los no lugar. Durante o assalto, eles usaram uma placa de alumínio personalizada para manter as placas juntas e, assim, manter o campo magnético ao abrir a porta do cofre.
Os ladrões usaram uma chave longa, de duas partes e tridimensional, para abrir a porta do cofre, juntamente com sua combinação. Eles apagaram as luzes e abriram a porta do cofre. Em seguida, usaram um pé-de-cabra para arrombar o portão diurno.
Para evitar a detecção pelo sensor infravermelho do cofre, um ladrão usou um escudo de poliestireno para bloquear sua assinatura térmica e fixou o escudo na frente do sensor. O grupo também cobriu o sensor de luz do teto com fita adesiva e, em seguida, acendeu as luzes dentro do cofre para trabalhar sem levantar suspeitas.
Uma vez lá dentro, os ladrões usaram um dispositivo feito sob medida, acionado manualmente, para arrombar 109 dos 189 cofres, cada um equipado com uma fechadura com chave exclusiva e uma fechadura de combinação de três letras. (Embora reportagens iniciais, como a BBC News, apresentassem o número incorreto de 123.) Após o roubo, o grupo retornou ao apartamento de Notarbartolo em Antuérpia. Mais tarde, Notarbartolo e um cúmplice descartaram o lixo do roubo e de seu esconderijo perto da rodovia E19, entre Antuérpia e Bruxelas.
Na manhã seguinte, o proprietário do terreno (August Van Camp) descobriu os itens descartados e notificou a polícia. Entre os destroços, havia itens diretamente ligados a Notarbartolo, fornecendo aos investigadores uma pista crucial.

## Criminosos
O roubo foi realizado por uma equipe que incluía Leonardo Notarbartolo, um ladrão profissional com experiência em manipulação social. Detetives do Esquadrão de Detetives de Diamantes de Antuérpia o prenderam quando ele retornou ao Centro de Diamantes de Antuérpia na sexta-feira após o roubo. Ele foi conectado ao crime por evidências encontradas no lixo da equipe, incluindo DNA de um sanduíche de salame parcialmente comido.
Eles eram membros de uma afiliação independente de ladrões italianos chamada "A Escola de Turim".
Além de Notarbartolo, a equipe era composta por pelo menos outros quatro membros, aos quais Notarbartolo forneceu pseudônimos durante as entrevistas, embora se recusasse a especificar a quem cada pseudônimo se referia:
- Speedy – descrito como um homem ansioso e paranoico, era amigo de longa data de Notarbartolo e o responsável por espalhar o lixo na mata. A polícia belga acredita que se trata de Pietro Tavano.

- O Monstro – descrito como um homem alto e musculoso, aparentemente era um especialista em arrombamento de fechaduras, eletricista, mecânico e motorista e era muito forte. A polícia belga acredita que se trate de Ferdinando Finotto.

- The Genius – especialista em sistemas de alarme. A polícia belga acredita que se trata de Elio D’Onorio,[11] um especialista em eletrônica conhecido por estar ligado a uma série de roubos.

- O Rei das Chaves – um homem mais velho, foi descrito como um dos melhores falsificadores de chaves do mundo. Sua verdadeira identidade é desconhecida.

Notarbartolo foi considerado culpado de orquestrar o assalto. Ele foi condenado a 10 anos de prisão pelo tribunal de apelação de Antuérpia em 2005, mas foi libertado em liberdade condicional em 2009. Em 2011, um mandado de prisão europeu foi emitido contra ele após ser descoberto que ele havia violado suas condições de liberdade condicional. Como consequência, ele foi preso novamente em 2013 no Aeroporto Charles de Gaulle, em Paris, durante uma conexão entre os Estados Unidos e Turim, e foi obrigado a cumprir o restante de sua pena de prisão até 2017.
Tavano, D’Onorio e Finotto foram condenados a cinco anos de prisão cada.

## Fraude de seguros
Notarbartolo afirmou em uma entrevista à revista Wired que um comerciante de diamantes os contratou para o assalto. Ele afirma que, na verdade, eles roubaram aproximadamente €18 milhões (US$20 milhões) em saques e que o roubo foi parte de uma fraude de seguros. Alguém que soubesse do roubo em questão poderia ter pegado os diamantes e, em seguida, reivindicado o seguro sobre eles, lucrando com o reembolso.
Como o cofre em si não tinha seguro — a seguradora teria percebido as falhas de segurança e se recusado a fornecer cobertura — havia, na verdade, muito pouco dinheiro do seguro envolvido. Isso, juntamente com outras evidências, lança dúvidas sobre sua história. Especialistas não consideram o relato de Notarbartolo plausível.

## Legado
O roubo é o tema do livro Flawless: Inside the Largest Diamond Heist in History de Scott Andrew Selby e Greg Campbell. Publicado no Brasil como Um Roubo Brilhante: A História do Maior Roubo de Todos os Tempos (Companhia Editora Nacional, 2012).
O primeiro episódio da série de áudio original da Audible, "HEIST with Michael Caine", oferece uma visão geral do roubo, em grande parte retirada do livro.
A história deste roubo de diamantes foi apresentada na 16ª temporada, episódio 4 do programa "Mysteries At The Museum", do Travel Channel, intitulado "Project Vortex, Diamond Heist and Tinseltown, NJ", narrado por Don Wildman.
A história também foi apresentada na série "History's Greatest Heists", temporada 1, episódio 1: "The Antwerp Diamond Heist", narrado por Pierce Brosnan.
A Paramount Pictures adquiriu os direitos para criar um filme sobre o roubo, mas eles expiraram. A produção seria de J. J. Abrams.
O podcast The Outlook, da BBC World Service, produziu um episódio em áudio, The detective and the diamond heist, descrevendo o incidente e as consequências.
A Amazon lançou Everybody Loves Diamonds, uma série baseada no assalto ao Centro de Diamantes de Antuérpia, em 13 de outubro de 2023, estrelada por Kim Rossi Stuart.
Em uma entrevista ao Screen Rant, o diretor de cinema Christian Gudegast disse que seu filme Den of Thieves 2: Pantera é baseado no assalto de 2003.